# Región metropolitana del Norte-Nordeste Catarinense
La Región Metropolitana del Norte-Nordeste Catarinense es una región metropolitana de Brasil creada en 1998 por la ley estatal n°162, extinta en 2007 por la ley n°381 y reconstituida en 2010 por la ley n°495.
Su ciudad sede es Joinville que junto con Araquari forman el núcleo urbano, más 18 municipios del núcleo de expansión. Núcleo urbano de más de 1 000 000 de habitantes, es la región metropolitana catarinense más poblada. Colonizada principalmente por europeos, es uno de los núcleos urbanos con más alto nivel de IDH de Brasil.

## Municipios

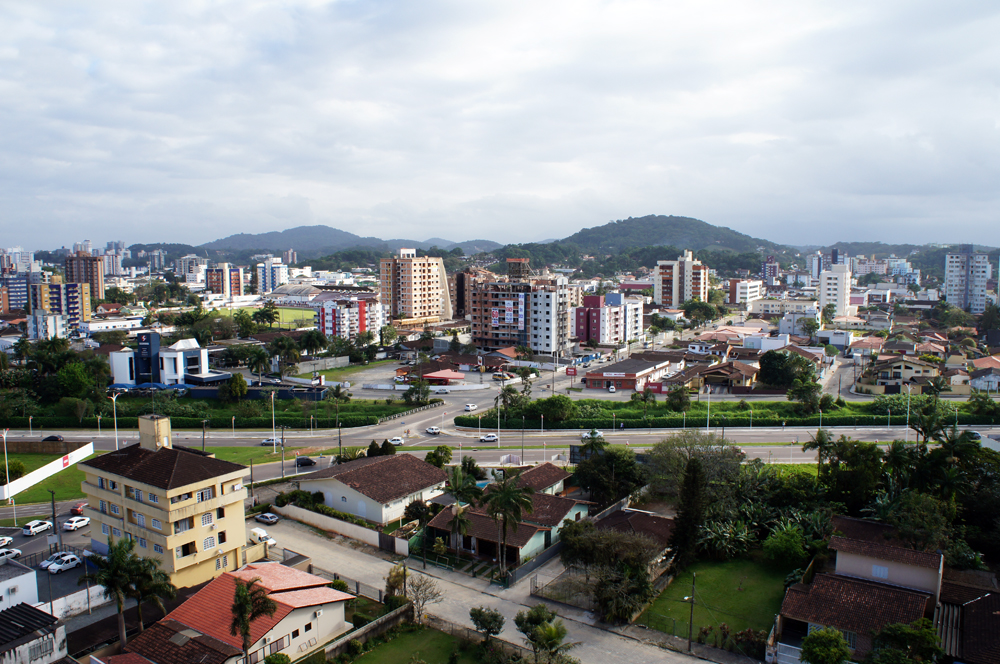
Joinville.

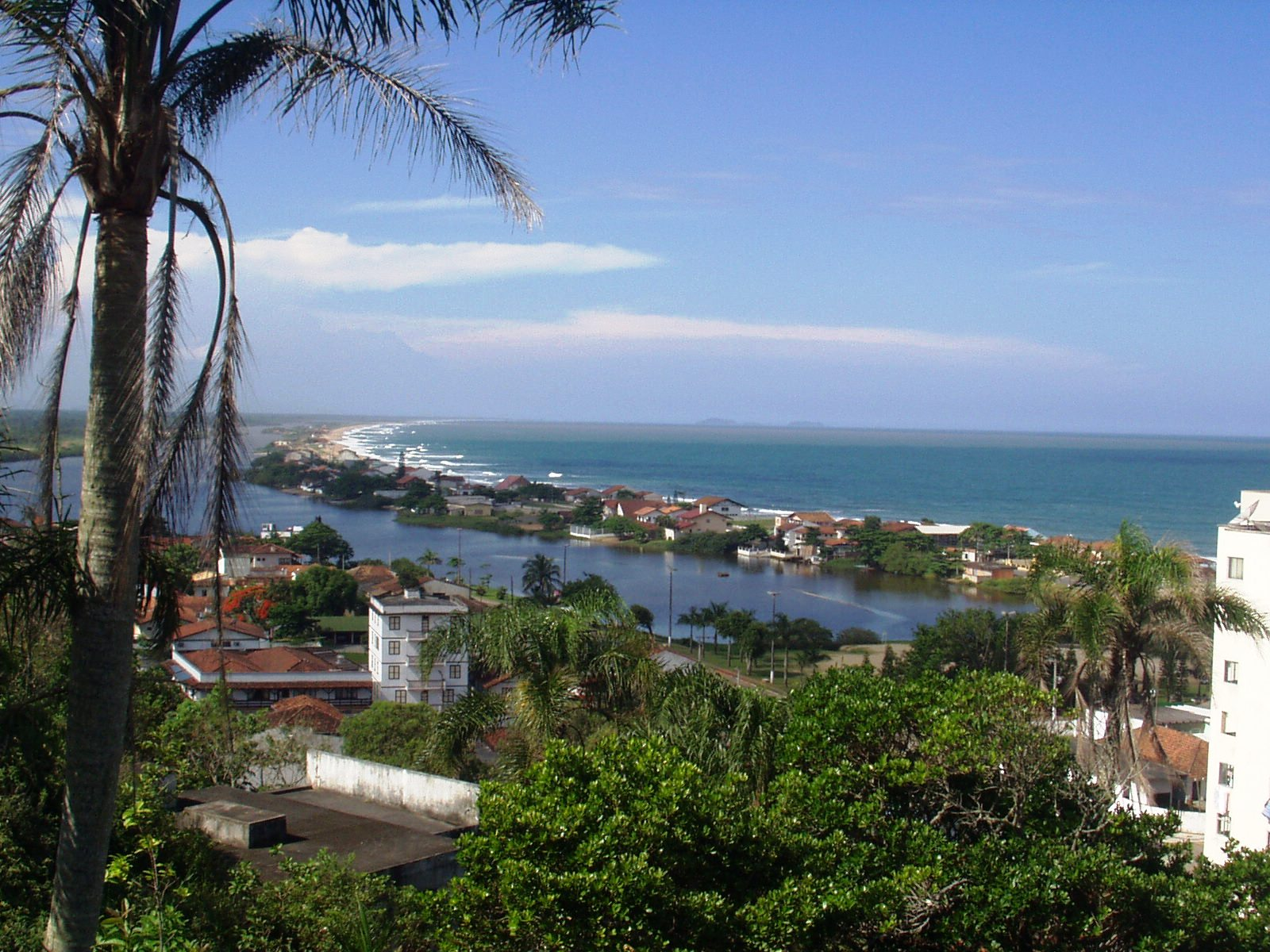
Barra Velha.

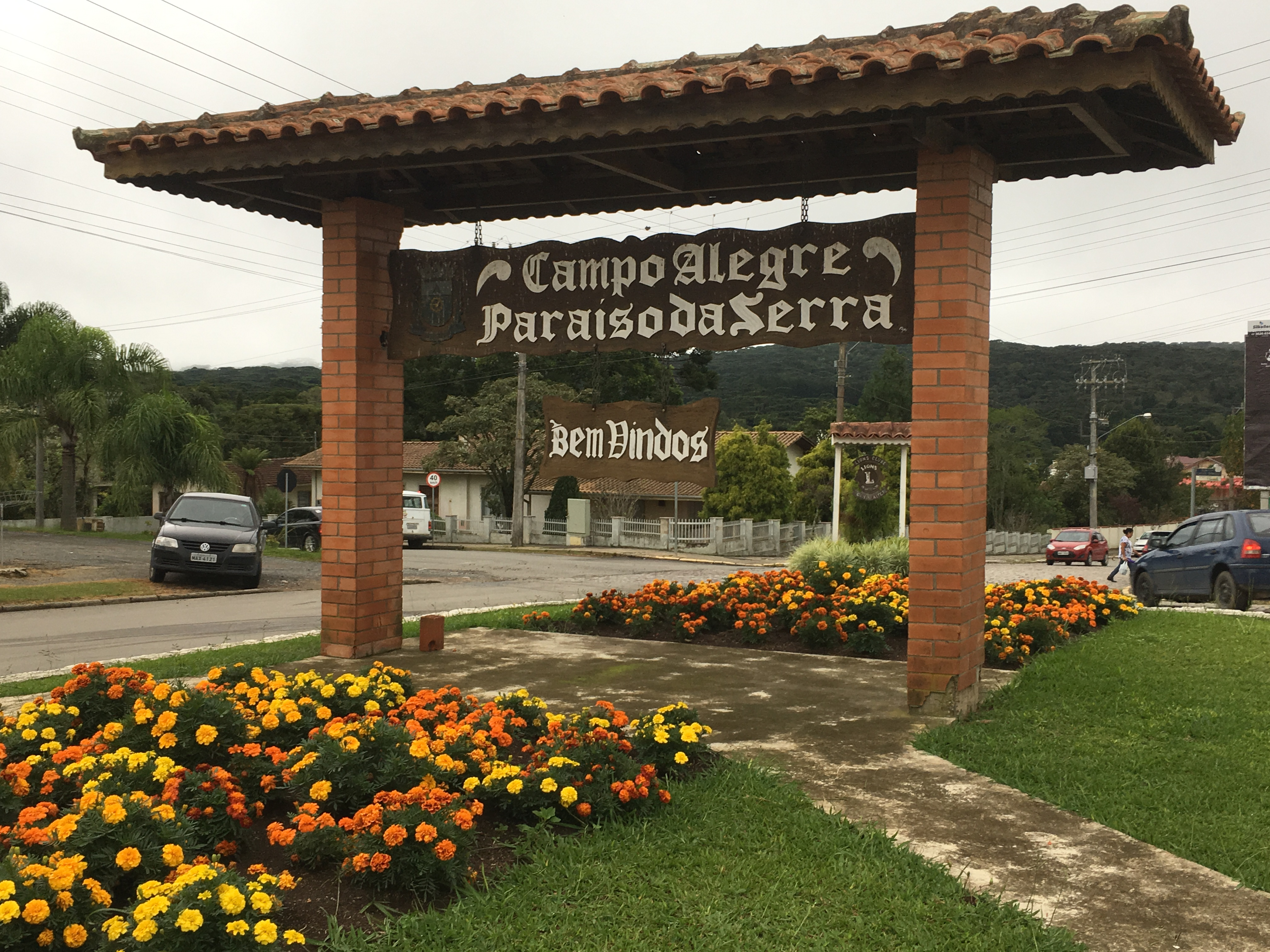
Campo Alegre.

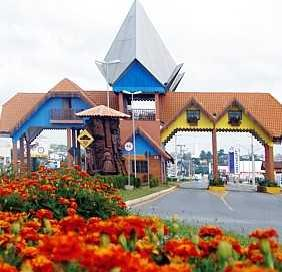
Canoinhas.

| Municipio              | Área (km²) | Población (2022) |
| ---------------------- | ---------- | ---------------- |
| Araquari               | 392.71     | 45 283           |
| Joinville              | 1 120.81   | 616 317          |
| Área de expansión      |            |                  |
| Balneário Barra do Sul | 110.21     | 1 4912           |
| Barra Velha            | 141.81     | 45 369           |
| Bela Vista do Toldo    | 497.55     | 5 872            |
| Campo Alegre           | 405.22     | 12 501           |
| Canoinhas              | 503.81     | 55 016           |
| Corupá                 | 268.08     | 15 267           |
| Garuva                 | 1 296.99   | 18 545           |
| Guaramirim             | 268.05     | 46 711           |
| Irineópolis            | 591.290    | 10 285           |
| Itaiópolis             | 1 296.99   | 22 051           |
| Itapoá                 | 242.69     | 30 750           |
| Jaraguá do Sul         | 532.80     | 182 660          |
| Mafra                  | 1 406.31   | 55 286           |
| Major Vieira           | 523.270    | 7 425            |
| Massaranduba           | 375.05     | 17 162           |
| Monte Castelo          | 562.33     | 7 736            |
| Papanduva              | 762.24     | 19 150           |
| Porto União            | 851.23     | 32970            |
| Rio Negrinho           | 909.69     | 39 261           |
| São Bento do Sul       | 495.53     | 83 277           |
| São Francisco do Sul   | 372.69     | 52 674           |
| São João do Itaperiú   | 151.20     | 4 463            |
| Schroeder              | 143.91     | 20 061           |
| Três Barras            | 438.06     | 19 746           |